# Martin Owusu-Antwi
Martin Owusu-Antwi (Kumasi, 15 aprile 1995) è un velocista ghanese.

## Palmarès
| Anno | Manifestazione          | Sede       | Evento      | Risultato        | Prestazione | Note                                     |
| ---- | ----------------------- | ---------- | ----------- | ---------------- | ----------- | ---------------------------------------- |
| 2015 | Universiadi             | Gwangju    | 100 m piani | Quarti di finale | 10"79       |                                          |
| 2015 | Universiadi             | Gwangju    | 4×100 m     | Batteria         | 39"99       | Miglior prestazione personale stagionale |
| 2016 | Campionati africani     | Durban     | 200 m piani | Semifinale       | 21"02       |                                          |
| 2016 | Campionati africani     | Durban     | 4×100 m     | 6º               | 40"21       |                                          |
| 2018 | Giochi del Commonwealth | Gold Coast | 200 m piani | Semifinale       | 25"95       |                                          |
| 2019 | Giochi panafricani      | Rabat      | 200 m piani | Semifinale       | 20"97       |                                          |
| 2019 | Giochi panafricani      | Rabat      | 4×100 m     | Oro              | 38"30       |                                          |
| 2019 | Mondiali                | Doha       | 4×100 m     | Batteria         | 38"24       |                                          |
| 2024 | Giochi panafricani      | Accra      | 400 m piani | Batteria         | 47"72       |                                          |